# Musée des Arts décoratifs et du Design

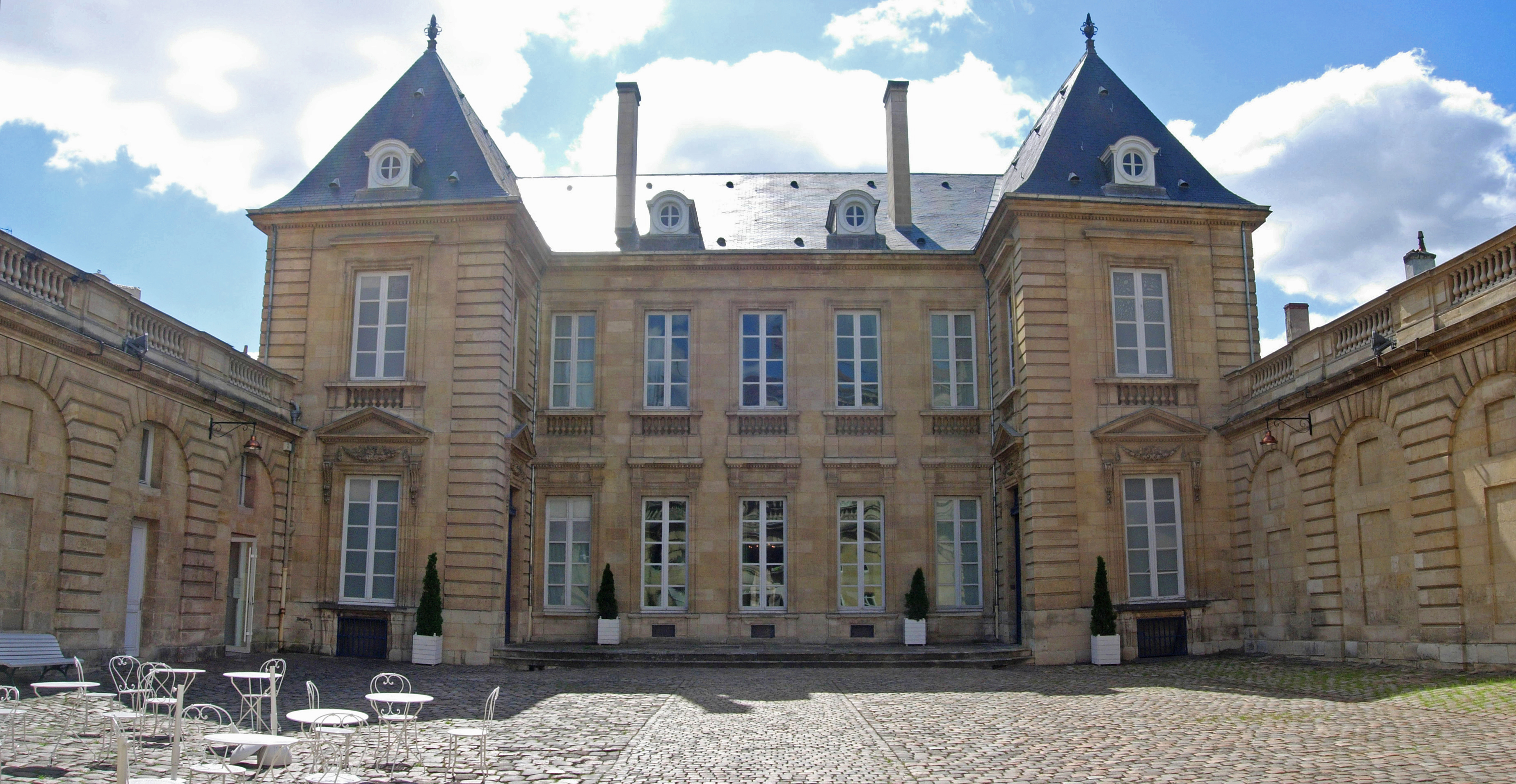
Musée des arts décoratifs et du Design de Bordeaux

Das Musée des Arts décoratifs et du Design (kurz MADD oder MADD-Bordeaux) ist ein Kunstgewerbemuseum in der französischen Stadt Bordeaux im Département Gironde. Es befindet sich im Hôtel de Lalande.

## Geschichte
Das Hôtel de Lalande ist ein Hôtel particulier, das 1778 durch den Architekten Étienne Laclotte für Pierre de Raymond de Lalande errichtet wurde. 1925 wurde das Museum als Musée d’Art ancien eröffnet, Während des Zweiten Weltkriegs musste das Museum geschlossen werden. 1940 wurden die Sammlungen in Kisten verpackt und in den Kellern des Musée des Beaux-Arts de Bordeaux gelagert. Das Museum wurde 1955 in Musée des Arts décoratifs umbenannt. Seit 2013 entwickelt das Musée des Arts décoratifs et du Design mit Unterstützung des Kulturamts der Stadt Bordeaux ein Programm, um die dekorativen Künste und Design miteinander in Dialog zu bringen und die kulturelle Verbreitung und Bildung im Bereich Design zu nähren, wobei Wirtschaft und Kultur miteinander verbunden werden.

### Konservatoren bzw. Direktoren
- Paul Courteault, 1924–1948
- Xavier Védère, 1955–1972
- Jacqueline Du Pasquier, 1972–1999
- Bernadette de Boysson, 2000–2012
- Constance Rubini, seit 2013[2]

## Sammlungen
Die Sammlungen des Museums – Möbel, Keramik, Glaswaren, Goldschmiedearbeiten, Musik- und Messinstrumente, Miniaturen sowie Beispiele für Tischkultur oder persönliche Gebrauchsgegenstände – sind ein Beispiel für die dekorative Kunst Frankreichs und insbesondere der Stadt Bordeaux des 18. und 19.  Jahrhunderts. Sie sind auch ein Zeugnis für die Geschichte von Bordeaux, der Stadt der Aufklärung und des großen Handelshafens im 18. Jahrhundert.

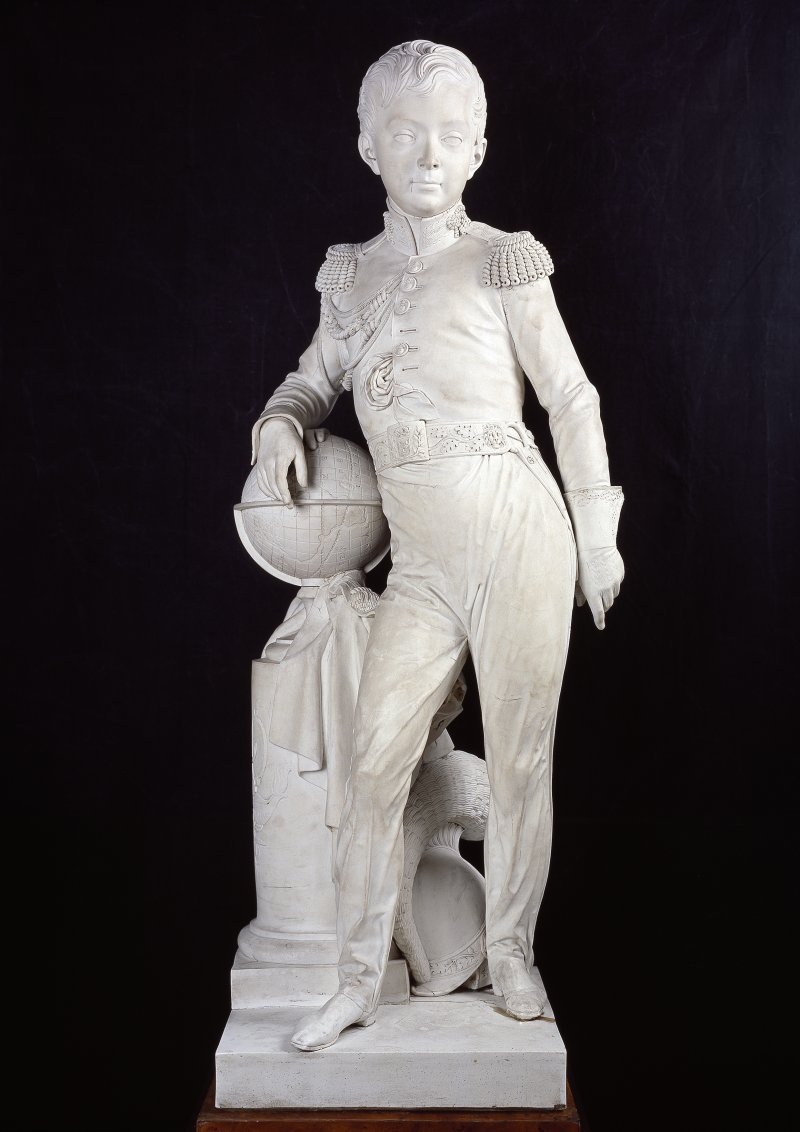
Statue Prinz Heinrichs, Herzog von Bordeaux, aus Biskuitporzellan

Das Museum präsentiert seine Dauerausstellung auf drei Etagen im Hauptflügel des Gebäudes. Die Sonderausstellungen finden auf einer Fläche von 300 Quadratmetern in den Nebengebäuden statt. Vier kleine Salons im Stil des 19. Jahrhunderts sind der Collection Jeanvrot gewidmet. Dort  befindet sich unter anderem eine umfangreiche Sammlung zur französischen Restauration und zu Prinz Heinrich, Herzog von Bordeaux, den präsumptiven Thronfolger König Karl X. von Frankreich. Mittelpunkt der Sammlung ist eine lebensgroße Statue des Prinzen im Alter von sieben Jahren aus Biskuitporzellan der Porzellanmanufaktur von Sèvres, ein Unikat, ursprünglich im Besitz des Königshauses.